# Karadipatti
Karadipatti es una  ciudad censal situada en el distrito de Madurai en el estado de Tamil Nadu (India). Su población es de 7289 habitantes (2011). Se encuentra a 11 km de Madurai.

## Demografía
Según el censo de 2011 la población de Karadipatti era de 7289 habitantes, de los cuales 3704 eran hombres y 3585 eran mujeres. Karadipatti tiene una tasa media de alfabetización del 86,34%, superior a la media estatal del 80,09%: la alfabetización masculina es del 91,30%, y la alfabetización femenina del 81,21%.